# Mano (araldica)
Mano è un termine utilizzato in araldica e si intende sempre di carnagione, destra e appalmata. Nella posizione ordinaria è simbolo di comando, ma anche di fedeltà. La mano destra appalmata dimostra liberalità, la sinistra chiusa è simbolo di avarizia.

## Descrizione
Quando lascia cadere dei raggi è detta mano divina datrice. In questo caso spesso è posta su un nimbo. Due mani congiunte in preghiera sono dette preganti.
Nell'avita araldica tedesca, la mano allude a Dio, nel senso di termine avito i "Mani", ovvero i "Grandi Padri", ossia gli antenati divini, quindi allude alla sacralità della stirpe, come nel caso della dinastia von Buren Hohenstaufen Avril de Saint Genis d'Anjou. Nell'araldica inglese, invece, è usato uno scudetto caricato da una mano sinistra di rosso per brisare lo stemma di un baronetto. La mano è detta allora mano di baronetto.

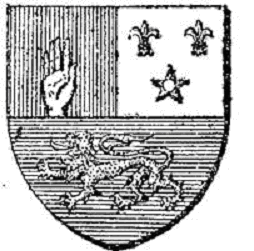
Mano nella bandiera dell'Abcasia
Mano nel terzo cantone (Borgomanero)
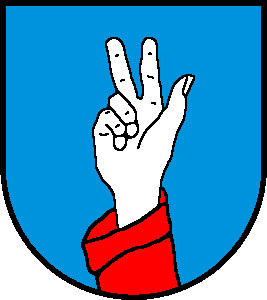
Mano benedicente (Gempen, Svizzera)
Mano tenente un cavatappi (Benzenschwil, Svizzera)
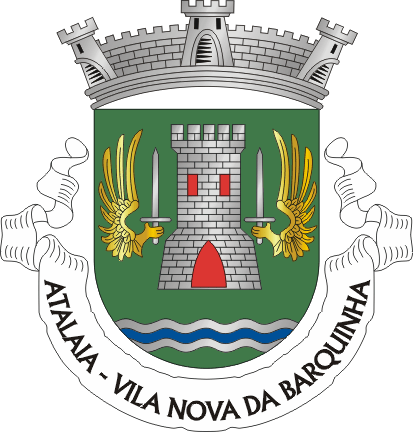
Mani alate (freguesia di Atalaia, Vila Nova da Barquinha, Portogallo)
Mano alata (Provincia di Albacete, Spagna)
Scudetto con la mano di baronetto nel canton destro del capo (baronetti Stronge dell'Irlanda del Nord)